# Microserica schulzei
Microserica schulzei är en skalbaggsart som beskrevs av Ahrens 1997. Microserica schulzei ingår i släktet Microserica och familjen Melolonthidae. Inga underarter finns listade i Catalogue of Life.